# Carlinda
Carlinda is een gemeente in de Braziliaanse deelstaat Mato Grosso. De gemeente telt 12.097 inwoners (schatting 2009).